# جس
في الطب، الجس (بالإنجليزية: Palpation)‏ هو عملية فحص جسم أحد ما بواسطة اليد، خاصة في حالة تشخيص مرض ما. يقوم بعملية الجس عادة أحد مختصي الرعاية الصحية للشعور بجسم أو شيء داخل الجسم لمعرفة حجمه أو شكله أو صلابته أو موقعه، وكذلك لجس نبض شريان أو وريد ما. كما يستخدم الجس للتأكد من وضع الجنين داخل الرحم.
يعد الجس جزءًا مهمًا من الفحص البدني. لا تقل حاسة اللمس في هذا الفحص أهمية عن حاسة البصر. يطور الأطباء مهارة كبيرة في جس الاضطرابات تحت سطح الجسم، ليصبحوا قادرين على اكتشاف الأشياء التي لا يستطيع غير المدرَّبين اكتشافها. يجب إتقان علم التشريح والكثير من الممارسة لتحقيق مستوى عالٍ من المهارة في الجس. يسمى مفهوم القدرة على اكتشاف أو ملاحظة العلامات الملموسة الخفية والتعرف على أهميتها أو آثارها بـ«تقديرها» (تمامًا كما في المفردات العامة عند التحدث عن تقدير أهمية شيء ما). مع ذلك، تبقى بعض الاضطرابات غير ملموسة، ما يفسر الحاجة وراء إجراء فحوصات طبية إضافية، مثل التصوير الطبي والفحوصات المخبرية، لإجراء التشخيص. توجد العديد من المشاكل الأخرى التي يمكن ملاحظتها بالجس. من الأمثلة على ذلك نبضات القلب، وتمدد البطن، ولغط القلب، والحسيس، والفتوق المختلفة، وخلع المفاصل، وكسور العظام، والأورام، وغيرها.

## الاستخدامات
يستخدم الجس من قبل الأطباء، بالإضافة إلى المعالجين اليدويين، والممرضات، وأخصائيي التدليك، والمعالجين الفيزيائيين، وأطباء العظام، وأخصائيي العلاج الوظيفي المهني، لتقييم ملمس أنسجة المريض (مثل تورم أو توتر العضلات)، ولتحديد الإحداثيات المكانية لمعالم تشريحية معينة (مثلًا، لتقييم مدى وجودة حركة المفصل)، وتقييم المضض عبر تطبيق قوة مشوهة للأنسجة (مثل إثارة الألم بالضغط أو الشد). باختصار، يمكن استخدام الجس إما لتحديد المناطق المؤلمة وتخفيف الألم الذي يشعر به المرضى، أو لتحديد الإحداثيات ثلاثية الأبعاد للمعالم التشريحية لتمييز بعض جوانب الاضطراب المجسوس.
يستخدم الجس عادةً في فحوصات الصدر والبطن، ولكن يمكن استخدامه أيضًا لتشخيص الاستسقاء. يعد الجس أيضًا طريقة بسيطة لفحص النبض. يُستخدم من قبل الأطباء البيطريين لفحص الحيوانات للحمل، ومن قبل القابلات لتحديد توضع الجنين.
يعد الجس اللمسي أحد أقدم الطرق وأبسطها وأقلها كلفة لتقييم ضغط العين التقريبي.
يجب إجراء الجس الكمي لتحديد قياسات المعالم التشريحية وفقًا لبروتوكولات صارمة إذا كان المرء يرغب في تحقيق قياسات قابلة للتكرار. تعتمد بروتوكولات الجس عادة على تعاريف موصوفة جيدًا لمواقع المعالم التشريحية، الهيكلية عادةً.

## تحديد المعالم التشريحية
يمكن تحديد المعالم التشريحية باستخدام بروتوكولين للجس: 1) الجس اليدوي الذي يسمح بتحديد الموقع المكاني للمعالم باستخدام الأيدي مع أو بدون المسح ثلاثي الأبعاد، و2) الجس الافتراضي على النماذج المحوسبة ثلاثية الأبعاد التي يمكن الحصول عليها، مثلًا، من التصوير التشخيصي الطبي.
الجس اليدوي للمعالم الهيكلية (موضح هنا على كتف المريض، انظر الصورة اليسرى). تحدد اليد المعالم المجسوسة بدقة مقبولة (أقل من 1 سم). تعد الإشارات المنعكسة جزءًا من البروتوكول العلمي وتسمح بمزيد من التحليل الكمي للحركة لمراقبة اضطرابات المفاصل.
الجس الافتراضي للمعالم الهيكلية الموجودة على نموذج عظمي ثلاثي الأبعاد (موضح هنا في نموذج لركبة مريض حُصل عليه من التصوير التشخيصي الطبي، انظر الصورة اليمنى). تشير الكرات الملونة على العظام إلى معالم هيكلية مجسوسة. تتيح هذه الطريقة بالإضافة إلى الجس اليدوي الكمي تصورًا محددًا لسلوك المفصل أثناء مهام حركية معينة (مثل المشي وصعود الدرج، وما إلى ذلك).
يمكن استخدام البروتوكولات المذكورة أعلاه بشكل مستقل. يستخدم الجس اليدوي في الأنشطة السريرية لأهداف مختلفة: - تحديد المناطق المؤلمة؛ - وضع قطع معينة من المعدات (أقطاب جهاز تخطيط كهربائية العضل، أو جهاز التسمع، أو معالم خارجية مستخدمة في تحليل الحركة السريرية أو مسح سطح الجسم)؛ أو - قياسات المعالم المورفولوجية (مثل طول الطرف). يعد الجس الافتراضي وحده مفيدًا في تحديد قياسات المعالم المورفولوجية الفردية باستخدام التصوير التشخيصي الطبي: - طول الأطراف؛ - اتجاه الأطراف؛ - زاوية المفصل أو - المسافة بين البنى الهيكلية المختلفة.
يسمح الجمع بين بيانات كل من بروتوكولات الجس اليدوي والافتراضي بإجراء تحليل تكميلي: - بروتوكولات التسجيل التي تهدف إلى بناء أطر مرجعية لتمثيل الحركة وفقًا للاتفاقيات السريرية القابلة للتكرار؛ - لنمذجة حركات المفاصل بدقة أثناء الدراسات العضلية الهيكلية؛ - لمواءمة أدوات تقويم العظام بدقة وفقًا للتشريح المميز للمريض؛ أو – لإسقاط وتحديد حجم الأنسجة وتحويلها لبيانات حركية عند إنشاء صور ومجسمات متحركة.
يسمح استخدام التعاريف الموحدة للأنشطة المذكورة أعلاه بمقارنة النتائج وتبادلها بشكل أفضل؛ ويعد ذلك أساسيًا لمتابعة حالة المريض أو تطوير قواعد بيانات سريرية وبحثية عالية الجودة. تسمح هذه التعاريف أيضًا بقابلية جيدة للتكرار من قبل الأفراد من خلفيات مختلفة (أخصائيي العلاج الفيزيائي، والأطباء، والممرضات، والمهندسين، إلخ). إذا طُبقت هذه التعاريف بشكل صارم، تسمح بتبادل أفضل للبيانات ومقارنة النتائج بفضل التوحيد القياسي للإجراء. دون توحيد المعالم التشريحية، يكون الجس عرضة للخطأ وذا قابلية سيئة للتكرار.

## تخطيط المرونة
في الوقت الحاضر، يمكن أيضًا استخدام طريقة التصوير التشخيصي الطبي لتخطيط المرونة بهدف تحديد تصلب الأنسجة. يعاني الجس اليدوي من عدة قيود مهمة: فهو يقتصر على الأنسجة التي يمكن للطبيب الوصول إليها، ويفشل عند وجود تداخل بين الأنسجة، وهو نوعي وليس كمي. يمكن لتخطيط المرونة التغلب على العديد من هذه التحديات وتحسين فوائد الجس.
يعد تخطيط المرونة تقنية جديدة نسبيًا وأُضيفت إلى العيادات بشكل أساسي في العقد الماضي. تستخدم أبرز التقنيات تخطيط الصدى الطبي أو التصوير بالرنين المغناطيسي لإنشاء خريطة للصلابة وصورة تشريحية للمقارنة.

### الجس المحوسب
رغم عدم انتشاره بين طرق تخطيط المرونة، يعد الجس المحوسب هامًا لأنه يستخدم الجس بشكل أساسي لقياس التصلب، بينما تحصّل التقنيات الأخرى البيانات باستخدام طرق أخرى. يُسمى الجس المحوسب أيضًا «التصوير اللمسي» أو «التصوير الميكانيكي» أو «تصوير الإجهاد»، وهو طريقة تصوير طبية تترجم حاسة اللمس إلى صورة رقمية. تكون الصورة الملموسة بشكل دالة بّي (إكس، واي، زد) إذ ترمز بّي إلى الضغط على سطح الأنسجة الرخوة الخاضعة لقوة مشوهة وإكس، واي، زد هي إحداثيات المنطقة التي قيس فيها الضغط بّي. يحاكي التصوير اللمسي الجس اليدوي، نظرًا لأن مسبار الجهاز مزود بمستشعرات ضغط مثبتة على وجهه وتعمل بشكل مشابه للأصابع البشرية أثناء الفحص السريري، ويمكن تطبيق قوة مشوهة للأنسجة الرخوة قليلًا بواسطة المسبار وكشف التغييرات الناتجة في نمط الضغط.

## الجس تحت التخدير العام
في بعض الأحيان، يكون الجس تحت تأثير التخدير العام ضروريًا، كما في الحاجة لجس البنى العميقة في جوف البطن أو تجويف الحوض، لأنه، في حال عدم إجراء تخدير، قد يسبب إزعاجًا كبيرًا للمريض وتقلصًا لاحقًا لعضلات البطن ما يجعل الفحص صعبًا. يُستخدم، على سبيل المثال، لتصنيف مراحل سرطان عنق الرحم.